# Choroba Fryderyka Chopina

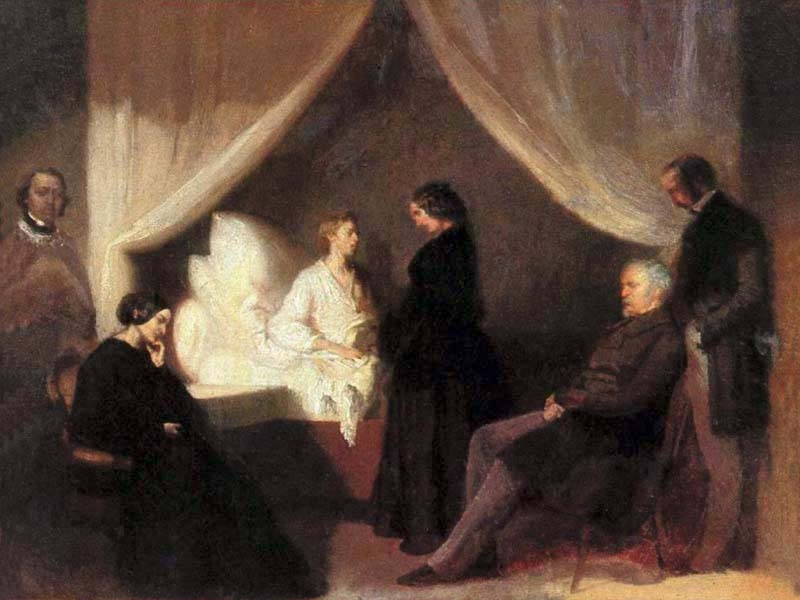
Ostatnie chwile Fryderyka Chopina, obraz Teofila Kwiatkowskiego z 1849 lub 1850 roku

Choroba Fryderyka Chopina i przyczyna jego przedwczesnej śmierci w wieku 39 lat do dziś pozostają niejasne. Mimo że za życia kompozytora rozpoznano u niego gruźlicę i na tę chorobę go leczono, od czasu jego śmierci w 1849 roku przedstawiono szereg alternatywnych rozpoznań wyjaśniających jego niedomagania zdrowotne.

## Historia choroby
Fryderyk Chopin od wczesnego dzieciństwa był delikatny i chorowity. Od najmłodszych lat pozostawał pod stałą opieką lekarzy. We wczesnej młodości rozwinęła się u niego nietolerancja tłustych posiłków (w szczególności szkodziła mu wieprzowina), które powodowały u niego bóle brzucha, biegunkę i utratę masy ciała. Później unikał tych objawów, przestrzegając diety. Poprawę przyniosła mu m.in. dieta z miodu i otrębów owsianych. Chopin osiągnął 170 cm wzrostu (25. centyl) i w wieku 28 lat ważył 45 kg (poniżej 3. centyla).
Wiadomo, że w wieku 22 lat nie miał zarostu na twarzy: jak sam pisał w zimie 1832 roku, faworyty rosły mu tylko z jednej strony. W 1826 roku przez sześć miesięcy chorował, mając powiększone węzły chłonne szyi i cierpiąc z powodu bólów głowy. W 1830 roku przewlekłe przeziębienie spowodowało obrzęk nosa, co przyczyniło się do odwołania koncertów w Wiedniu. W Paryżu w 1831 roku 21-letni kompozytor miał pierwszy epizod krwioplucia. Przez dwa miesiące 1835 roku ciężko chorował z powodu zapalenia krtani i oskrzeli, a przerwa w korespondencji docierającej do Warszawy była źródłem pogłosek o jego śmierci. We wczesnej młodości zaczął leczyć się belladonną. Kaszel, z różnym nasileniem dokuczający mu przez całe życie, przez ostatnią dekadę życia kompozytor leczył, zażywając opium na cukrze. Chopin odkaszliwał dużą ilość wydzieliny, zwłaszcza rano, około godziny 10. Pianista okazjonalnie pił alkohol, niekiedy palił, a także – jak zauważyli niektórzy autorzy – przebywając wśród paryskich przyjaciół, był narażony na skutki biernego palenia. W ostatnim roku życia cierpiał z powodu niedającej się uleczyć biegunki, spowodowanej albo sercem płucnym, albo niewydolnością zewnątrzwydzielniczą trzustki (patrz dalej).

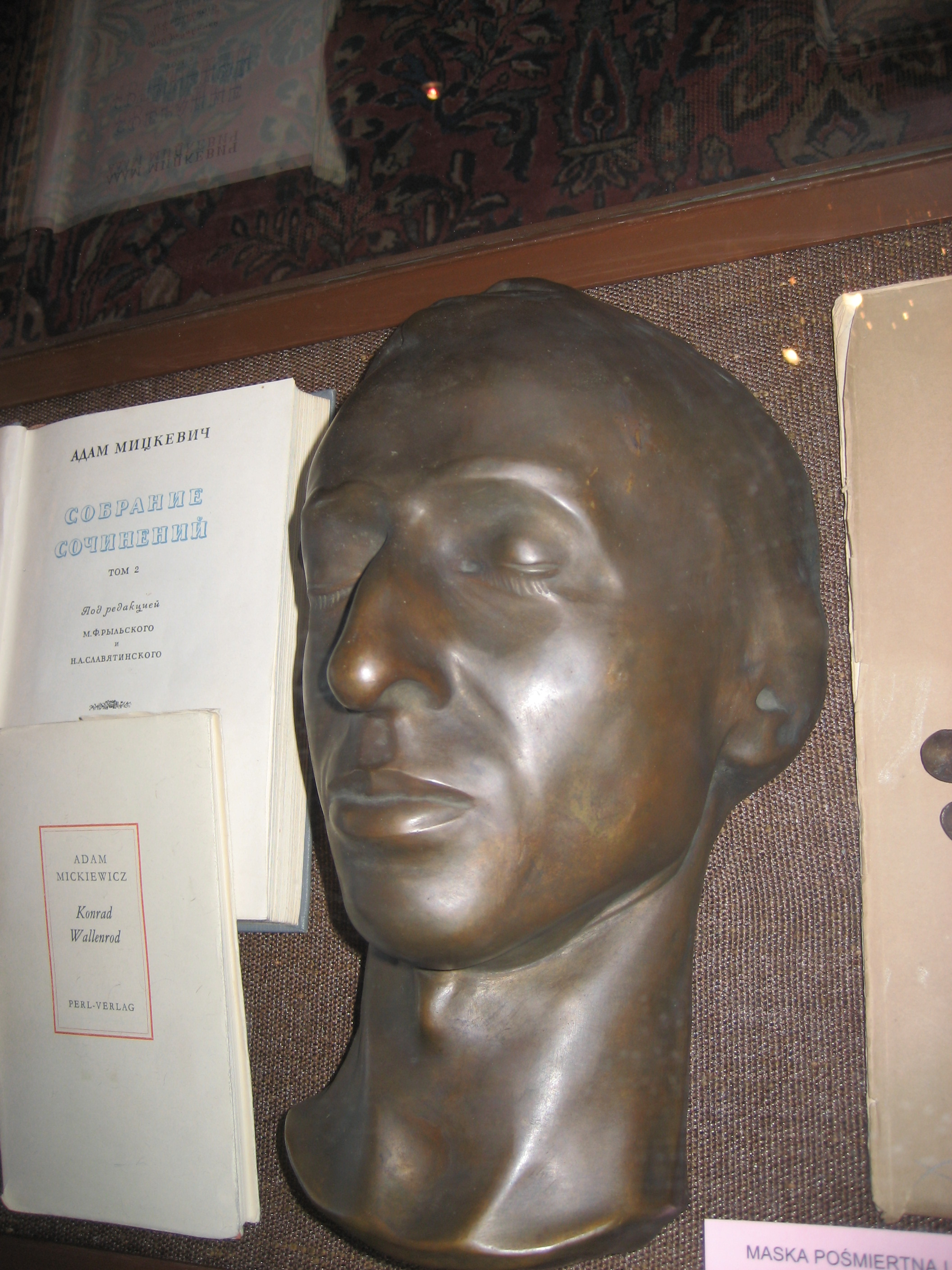
Maska pośmiertna kompozytora

17 października 1849 roku o godzinie 2 w nocy, po gwałtownym ataku kaszlu, Chopin w wieku lat 39 zmarł. Jean Cruveilhier stwierdził zgon kompozytora, przystawiając lusterko do jego ust i oświetlając świecą źrenice. Zgodnie z wolą zmarłego przeprowadził również jego autopsję. Raport z badania pośmiertnego uległ zniszczeniu podczas pożaru Paryża w 1871 lub w trakcie II wojny światowej. Wnioski z raportu znane są z drugiej ręki i jest wiadome, że akt zgonu Chopina podawał jako przyczynę śmierci gruźlicę płuc i krtani. Wojciech Grzymała w liście do Auguste Leo datowanym na październik 1849 pisał, że autopsja nie potwierdziła zmian gruźliczych w płucach, a choroba kompozytora nie była znana ówczesnej medycynie. Wyniki sekcji były znane również Ludwice Chopin, Adolfowi Guttmannowi i Jayne Sterling, a ich relacje na ten temat były zgodne z cytowanymi wcześniej.

## Lekarze Chopina
Liczba lekarzy opiekujących się Fryderykiem Chopinem nie jest pewna; różni autorzy podają, że leczyło go 14, 31 lub blisko 50 medyków. Ponadto kompozytor utrzymywał przyjacielskie stosunki z kilkoma lekarzami, mogącymi okazjonalnie służyć mu fachową pomocą.
W Warszawie lekarzami Chopina byli Wilhelm Malcz, Franciszek Girardot i Fryderyk Roemer. W Wiedniu za opiekę lekarską Chopina odpowiadał Johann Malfatti. W Paryżu lekarzami kompozytora byli Aleksander Hofman, Jean-Jacques Molin, Andre Francois Cauviere, Jan Matuszyński, Adam Raciborski, Pierre Gaubert, Gustave Papet i Coste. W 1848 roku w Londynie – Mallan i James Clark. W Paryżu w latach 1848 i 1849 leczył się u Léona Simona, Fraenkela, Davida Koreffa, Louisa i Rotha. Ostatnim lekarzem kompozytora był Jean Cruveilhier.

## Wywiad rodzinny
Mało wiadomo o zdrowiu ojca Fryderyka; Mikołaj Chopin dożył 74 roku życia, kilkukrotnie przechodził infekcje dróg oddechowych. Matka kompozytora nie chorowała przewlekle i osiągnęła wiek 79 lat. Z trzech sióstr Fryderyka, Izabela dożyła 70 lat i nie chorowała; Ludwika cierpiała na nawracające infekcje dróg oddechowych i zmarła w wieku 47 lat; najmłodsza Emilia od urodzenia była delikatnego zdrowia, cierpiała z powodu nawracającego kaszlu i duszności; począwszy od 11 roku życia zaczęła miewać krwawienia z górnego odcinka przewodu pokarmowego i zmarła z powodu masywnego krwotoku w wieku 14 lat.

## Hipotezy chorób

### Gruźlica
Za życia Chopina postawiono mu rozpoznanie gruźlicy i leczono go na tę chorobę zgodnie z ówczesnym stanem wiedzy, m.in. krwioupustami i głodówkami. Rozpoznanie gruźlicy znajdywało się w jego akcie zgonu, mimo (rzekomo) niestwierdzenia typowych zmian narządowych. Krytycy alternatywnych hipotez dotyczących choroby Chopina wskazują na szereg dowodów na rzecz rozpoznania gruźlicy. Na gruźlicę wskazują przewlekły kaszel i krwioplucie; jej powikłaniami mogą być zarówno zapalenie osierdzia, powodujące niewydolność prawokomorową, jak i rozstrzenie oskrzeli, objawiające się produktywnym kaszlem i niewydolnością oddechową. 20-letni wywiad w kierunku krwioplucia jest rzadko spotykany w gruźlicy, ale nie niemożliwy; podobnie jamista gruźlica płuc występuje u dzieci rzadko, więc nie można jej wykluczyć u Emilii Chopin. Fryderyk mógł zarazić się gruźlicą od młodszej siostry. Przeciwko rozpoznaniu gruźlicy przemawiałby fakt, że część lekarzy opiekujących się Chopinem za jego życia nie rozpoznało tej częstej i dobrze znanej choroby; argumentem byłby także brak zmian narządowych typowych dla gruźlicy w raporcie Cruveilhiera oraz współistniejące dolegliwości ze strony przewodu pokarmowego.
W monografii poświęconej historycznym metodom leczenia gruźlicy poszczególne sposoby omówiono właśnie na przykładzie Fryderyka Chopina, ponieważ historia jego leczenia dobrze ilustrowała poglądy na temat leczenia gruźlicy w połowie XIX wieku.

### Mukowiscydoza
Hipotezę, jakoby Chopin cierpiał na mukowiscydozę, przedstawił jako pierwszy O’Shea w 1987 roku. Tezę wsparli i spopularyzowali badacze z Uniwersytetu Medycznego w Poznaniu. Na rzecz mukowiscydozy jako głównej przyczyny dolegliwości Chopina przemawiają: dolegliwości we wczesnym dzieciństwie, prawdopodobne rodzinne występowanie choroby (siostra Emilia), dolegliwości żołądkowo-jelitowe, nietolerancja pokarmów bogatych w tłuszcze, nawracające infekcje dolnych dróg oddechowych, w tym ropne, z zaostrzeniami w okresie zimowym, nawracające zakażenia górnych dróg oddechowych (zapalenie krtani, zapalenie zatok), beczkowata klatka piersiowa (widoczna na późniejszych zdjęciach i karykaturach), niewielka tolerancja wysiłku, epizod udaru cieplnego (częstszy u osób z mukowiscydozą), próchnica zębów (nasilona u chorych z mukowiscydozą), możliwa bezpłodność. Nie ma dowodów na pałeczkowatość palców kompozytora – wyraz osteoartropatii przerostowej, częstej w tej chorobie – jednak bóle stawów rąk i kostek w ostatnim roku jego życia mogły być z nią związane. Zasugerowano, że u Chopina występowała łagodna postać mukowiscydozy, której przebieg zaostrzyła współistniejąca gruźlica lub inna mykobakterioza. Potwierdzenie hipotezy o mukowiscydozie Chopina mogłaby przynieść ekshumacja i badanie genetyczne zachowanych tkanek, jednak naukowcom nie udzielono do tej pory zgody na pobranie próbek serca z warszawskiego kościoła Świętego Krzyża.

### Niedobór alfa1-antytrypsyny
Hipotezę o niedoborze alfa1-antytrypsyny jako chorobie Chopina przedstawił Kuzemko w 1994 roku. Według tej teorii śmiertelny krwotok Emilii pochodził z pękniętych żylaków przełyku wtórnych do marskości wątroby, występującej w przebiegu niedoboru alfa1-antytrypsyny. U Fryderyka do objawów niewydolności wątroby należałyby hipoproteinemia, cechy feminizacji (brak zarostu) i krwawienia z przewodu pokarmowego. Śmierć miałaby być skutkiem marskości wątroby oraz niewydolności oddechowej spowodowanej obturacyjną chorobą płuc.
Zwolennicy teorii o mukowiscydozie nie zgodzili się z częścią argumentów Kuzemki, wykazując, że mukowiscydoza równie dobrze tłumaczy objawy Chopina. Sam Kuzemko przyznał, że typowymi objawami marskości wątroby w przebiegu niedoboru alfa1-antytrypsyny byłyby żółtaczka i wodobrzusze.
Hipotezę Kuzemki przypomnieli Reuben i Eriksson w 2003 roku.

### Stenoza mitralna
Stenozę mitralną jako możliwą, ale mało prawdopodobną przyczynę dolegliwości artysty omawiają Kubba i Young w pracy z 1998 roku. Najważniejszym argumentem przeciw tej hipotezie jest brak danych o tym, aby Chopin chorował w dzieciństwie na gorączkę reumatyczną, najczęstszą przyczynę zwężenia zastawki mitralnej.

### Inne choroby
Kubba i Young obok mukowiscydozy i niedoboru alfa1-antytrypsyny wskazali na szereg innych, możliwych, ale mniej prawdopodobnych rozpoznań: zespołu Churga-Strauss, alergicznej aspergillozy oskrzelowo-płucnej, hipogammaglobulinemii, hemosyderozy płucnej, przewlekłych ropni płuc, płucnych malformacji tętniczo-żylnych.

### Bezpłodność
Chopin był aktywny seksualnie od wczesnej młodości, jednak brak informacji o tym, by pozostawił potomka. Niektórzy autorzy uznają to za przesłankę do jego niepłodności, co potwierdzałoby hipotezę mukowiscydozy.

### Depresja i inne choroby psychiczne
Biografowie artysty piszą często o jego depresji, jednak tematyka ta rzadko była podejmowana przez lekarzy psychiatrów. Jednym z niewielu studiów na temat kondycji psychicznej Chopina jest praca Onufa-Onufrowicza z 1920 roku. Autor przedstawił w niej świadectwa biografów kompozytora dotyczące jego psychiki i wskazał na kilka objawów charakteryzujących chorobę maniakalno-depresyjną (obecnie choroba afektywna dwubiegunowa) i otępienie przedwczesne (obecnie odpowiadające rozpoznaniu schizofrenii), zaznaczając jednak, że brak informacji o tym, aby rozwinęły się u niego wyraźne objawy psychozy, a pojedyncze objawy mogą sugerować jedynie predyspozycję do tych chorób psychicznych.
W 2011 roku Vázquez Caruncho i Brañas Fernández na podstawie informacji z korespondencji artysty i wspomnień bliskich uznali za prawdopodobne, że Chopin wielokrotnie doświadczał halucynacji wzrokowych, stanów marzeniowych, miewał też odczucia jamais vu. Jako prawdopodobną przyczynę tych dolegliwości uznali padaczkę skroniową.